# أخيمالك

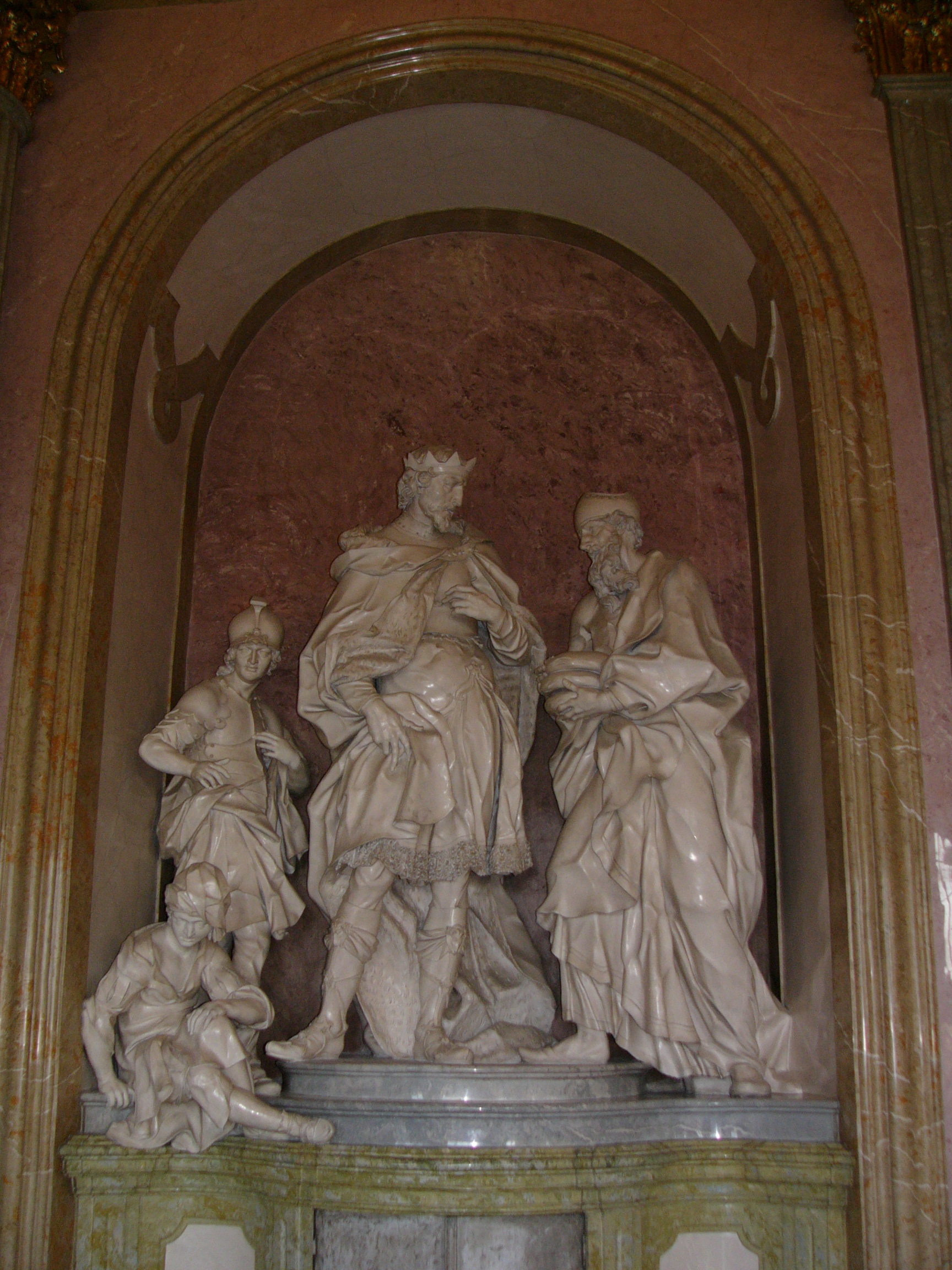
تمثال داود يتلقى الخبز المقدس من الكاهن أخيمالك في القاعة الاحتفالية في أحد الأديرة في أولوموتس (جمهورية التشيك) صممه جوزيف وينترهالدر سنة 1734.

أخيمالك (بالعبرية: אֲחִימֶ֫לֶך‏)، ومعناه أخو الملك، ابن أخيطوب ووالد أبياثار، هو شخصية توراتية والكاهن الأعظم لبني إسرائيل في زمن النبي داود، ينحدر من نسل إيثامار بن النبي هارون وهو حفيد الكاهن الأعظم عالي.

## علاقته بداود حسب العهد القديم
كان الكاهن الأعظم الثاني عشر، وكبير كهنة نوب، حيث زاره داود، وأعطى داود ورفاقه خمسة أرغفة من الخبز عندما هرب داود من شاول. وكان داود في حاجة شديدة إلى الطعام، أعطاه أخيمالك خبز الوجوه الذي لا يَحِل أكله إلا للكهنة، وأعطاه أيضًا سيف جالوت، وعلم شاول بهذا الأمر وفسّر بأنه خيانة من أخيمالك وفرية من كهنة نوب فأمر بقتلهم. ولكن أبياثار بن أخيمالك نجا بنفسه.